# Megaselia ursina
Megaselia ursina är en tvåvingeart som först beskrevs av Malloch 1912.  Megaselia ursina ingår i släktet Megaselia och familjen puckelflugor.
Artens utbredningsområde är Oregon. Inga underarter finns listade i Catalogue of Life.